# Angelo Parona
Angelo Parona (Novara, 23 d'abril de 1889 – Roma, 14 de maig de 1977) va ser un almirall italià, comandant del Comandament superior de les Forces Subaquàtiques Italianes a l'Atlàntic (BETASOM) entre setembre de 1940 i setembre de 1941, i després de la 3a Divisió de Creuers Pesats, alçant la seva bandera a bord del Gorizia. Entre 1941 i 1943 va participar en la primera i la segona batalla de Sirte i en la batalla de mitjans de juny i mitjans d'agost de 1942.

## Biografia
Va néixer a Novara el 23 d'abril de 1889, fill d'Emilio i Elena Tarella, enrolat a la Regia Marina va assistir a la Reial Acadèmia Naval de Livorno entre 1906 i 1910, deixant-la amb el grau de guardiamarina i embarcant-se al cuirassat Regina Margherita. Participà en la guerra italo-turca a bord del creuer cuirassat Varese, i després de ser ascendit a tinent, quan Itàlia va entrar en guerra el 24 de maig de 1915, va ser destinat al cuirassat Sardegna.
Va lluitar al front terrestre sota la Brigada de Marina, sent condecorat amb una medalla de plata al valor militar per una acció sostinguda prop de Monfalcone, i després com a oficial de submarí es va distingir al comandament del submarí F 17, sent condecorat amb una medalla de bronze a valor militar. Va romandre a bord dels submarins fins i tot després del final del conflicte, sent ascendit a capità de corbeta el 1922 i capità de fragata l'1 de març de 1927.va assistir al curs a l'Institut de Guerra Marítima després del qual, durant uns tres anys, va ser destinat a l'oficina del Cap de l'Estat Major Naval - departament d'organització i mobilització.
El 1931-32 va comandar el 4t esquadró de submarins a bord del Tito Speri amb seu a Nàpols (format també pel submarins Pier Capponi, Goffredo Mameli i Giovanni Da Procida). Llavors, encara a Nàpols, el mateix 1932 va assumir el comandament de tota la 2a flotilla submarina, embarcar a bord del Goffredo Mameli, que incloïa els 4t i 5è esquadrons.
El 1932, juntament amb el capità Vladimiro Pini, va traduir de l'alemany l'obra de l'almirall Hermann Bauer Das Unterseeboot: Seine Bedeutg als Teil e. Flotes; Seine Stellg im Völkerrecht; Seine Kriegsverwendg; Seine Zukunft, un tractat sobre el disseny i les tàctiques emprades pels U-boat Ascendit a capità el 6 de setembre de 1933, va ocupar el càrrec d'agregat naval a l'ambaixada italiana a París durant els dos anys següents.
Entre el 21 d'agost de 1936 i el 30 d'agost de 1937 va ser comandant del creuer pesant Trieste i després cap d'Estat Major de la 3a Divisió Naval. Promogut a contraalmirall el 29 de setembre de 1938 va esdevenir inspector adjunt de construcció i proves de nous vaixells i després cap d'estat major del  Ministeri de la Marina a Roma. Quan Itàlia va entrar en guerra el 10 de juny de 1940, va ocupar el càrrec de segon al comandament de l'equip submarí (del 6 de juny al 31 d'agost de 1940).
Durant la conferència militar celebrada a Friedrichshafen el 20 de juny de 1939, el comandant de la Kriegsmarine, l'almirall Erich Raeder i el cap d'estat major de la Regia Marina, l'almirall Domenico Cavagnari, van establir la participació italiana en la guerra submarina a l'Atlàntic i la creació d'una base italiana. Després de la caiguda de França, el Ministeri de la Marina va establir, el 25 de juliol de 1940, l'establiment del comandament italià a l'Atlàntic i el va designar comandant de l'XI Grup de Submarí. A l'agost va visitar, juntament amb l'almirall alemany Eberhard Weichold, nombrosos ports de la costa atlàntica i van triar Bordeus com a base de les unitats italianes Supermarina validà l'elecció i va decidir que a partir de l'1 de setembre de 1940 s'havia d'establir el comandament del grup de submarins de l'Atlàntic, que després esdevingué el Comandament Superior de les Forces Subaquàtiques Italianes a l'Atlàntic (BETASOM).
Promogut a almirall de divisió l'abril de 1941 al setembre va deixar el comandament de les forces submarines italianes a l'Atlàntic al capità del vaixell Romolo Polacchini i va tornar al Mediterrani per assumir el comandament de la 3a divisió de creuers pesats per substituir l'almirall Bruno Brivonesi, aixecant la seva bandera a bord del Gorizia el 13 de novembre de 1941. Entre 1941 i 1943 participà en la primera i segona batalla del Sirte, a la batalla de mitjans de juny de 1942 i la batalla de mitjans d'agost de 1942. Després dels greus danys del Gorizia durant un atac aeri. a la base de La Maddalena, que va tenir lloc el 10 d'abril de 1943, va ser traslladat al Ministeri de la Marina a Roma, on va assumir la direcció del personal i els serveis militars, i hi va estar el dia de la proclamació de l'armistici amb els angloamericans.
Després de l'alliberament de la capital (4 de juny de 1944) va reprendre el servei actiu i va ser nomenat comandant del Departament Militar Marítim Jònic a Tàrent, ocupant aquest càrrec de 1944 a 1946. Durant 1945, va ser nomenat almirall d'esquadra. Acabada la guerra, l'Alt Comissionat Adjunt per a la depuració de l'Administració Pública el va impugnar per no haver-se oposat als alemanys mentre estava a Roma durant els dies de l'armistici del 8 de setembre de 1943 i per haver va deixar, en el moment de la seva sortida del Ministeri, tota la documentació al capità del vaixell Carmine D'Arienzo que se sap que va passar a la República Social Italiana. També havia donat l'ordre d'elaborar, a instàncies del Comissariat per a la Ciutat Oberta, una llista de tots els oficials de la Regia Marina presents a Roma el 8 de setembre que després va acabar en mans alemanyes.
De 1948 a 1951 va ser president d'enllumenat permanent costaner i far sent destinat en una posició auxiliar durant 1951.
Va morir a Roma el 14 de maig de 1977. Va morir a Roma el 14 de maig de 1977.

## Dates de promoció
Almirall de esquadra - 1945
 Almirall de divisió - abril de 1941
 Contraalmirall – 29 de setembre de 1938
 Capita de navili – 6 de setembre de 1933
 Capità de fragata – 1 de març de 1927
 Capità de corbeta - 1922
 Tinent de vaixell – 24 de maig de 1915
 Guardiamarina - 1910

## Condecoracions
Oficial de l'Orde Militar d'Itàlia— 24 de novembre de 1947
 Cavaller de l'Orde Militar de Savoia - 27 d'abril de 1942
 Medalla de Plata al Valor Militar - 17 de setembre de 1916
 Medalla de Bronze al Valor Militar - 29 de setembre de 1916
  Creu de Guerra pel Valor Militar - 1 d'abril de 1946
 Creu al Mèrit de Guerra (3 concessions)
 Gran oficial de l'Ordre de la Corona d'Itàlia
 Comanador de l'Ordre de la Corona d'Itàlia
  Oficial de l'Ordre de la Corona d'Itàlia
 Oficial de l'Ordre de la Corona d'Itàlia
  Comanador de l'orde dels sants Maurici i Llàtzer
 Oficial de l'orde dels sants Maurici i Llàtzer
 Cavaller de l'orde dels sants Maurici i Llàtzer
 Comandant de l'Orde Colonial de l'Estrella d'Itàlia
 Gran Oficial de l'Ordre al Mèrit de la República Italiana
 Medalla commemorativa de la Guerra Italo-Turca (1911-1912)
 Medalla commemorativa de la guerra 1915-1918
 Medalla de la Victòria Aliada
 Medalla Commemorativa del Període Bèl·lic 1940-43
 Creu d'or dels 25 anys de servei
 Creu d'or dels 40 anys de servei
 Creu de Ferro de 1a classe (Alemanya)
 Creu de Ferro de 2a classe (Alemanya)